# Râul Dobrinești
Râul Dobrinești sau Râul Dobricionești este un curs de apă, afluent al râului Crișul Repede.
Râul izvorăște din Izbucul Gălășeni, situat în partea nordică a Platoului Ciungilor din Munții Pădurea Craiului. Pe cursul superior este cunoscut sub denumirea de Râul Gălășeni

## Hărți
- Harta județului Bihor
- Harta Munții Bihor-Vlădeasa  Arhivat în 9 iunie 2008, la Wayback Machine.
- Harta Munții Pădurea Craiului